# Volvo Ocean Race 2017-18
La Volvo Ocean Race 2017-18 fue la decimotercera edición de la vuelta al mundo a vela. La regata comenzó en Alicante (España) el 14 de octubre de 2017 y terminó en La Haya (Países Bajos) el 30 de junio de 2018 con una regata costera.
El formato de la regata alrededor del mundo está dividida en 11 etapas oceánicas y 11 regatas costeras, es la edición con más etapas oceánicas, regatas costeras y millas náuticas de todas las realizadas hasta el momento. Se mantuvo la clase de velero de la edición anterior, el Volvo Open 65 por segundo año y debido a los cambios previstos para la próxima edición este será el último.
Esta edición ha sufrido varias novedades con respecto a la edición 2014-15, una de las más notables es la posibilidad de que los equipos usen las redes sociales durante las etapas. La organización ha querido mejorar más la cobertura de las etapas y se ha mantenido el reportero a bordo, una persona que no participa en la navegación y se encarga en exclusiva de crear contenido multimedia. El avance de las nuevas tecnologías ha permitido llevar drones a bordo y grabar espectaculares videos con ellos. El cambio más reseñable es la posibilidad de que los equipos puedan variar su tripulación en función del porcentaje de mujeres y hombres que vayan en el.

## El Volvo Open 65
El diseño de las tripulaciones en la edición 2017-18 fue concebido para dar mayor flexibilidad a los equipos y para abrir el camino a las mujeres para que puedan competir en la regata, las nuevas reglas establecen que los patrones tienen la opción de cambiar de tripulantes de una etapa a otra. Con la nueva regla, los patrones podrán tener hasta tres tripulantes extra si optan por una tripulación mixta, lo que puede aportarles grandes beneficios en la vida a bordo, el sistema de guardias y otros muchos aspectos.
El número de regatistas permitidos en una tripulación exclusivamente masculina se reduce de ocho a siete, pero un equipo puede añadir hasta dos tripulantes femeninas para hacer un total de nueve.
Los patrones pueden llevar 10 tripulantes si el equipo está formado por cinco hombres y cinco mujeres, y si una tripulación es exclusivamente femenina podrá tener 11 tripulantes.
| Nº de regatistas | Combinaciones de tripulación | Combinaciones de tripulación | Combinaciones de tripulación | Combinaciones de tripulación |
| ---------------- | ---------------------------- | ---------------------------- | ---------------------------- | ---------------------------- |
| 7                | 7 hombres                    | 7 hombres                    | 7 hombres                    | 7 hombres                    |
| 8 - 9            | 7 hombres                    | 1 mujer                      | 7 mujeres                    | 1 hombre                     |
| 8 - 9            | 7 hombres                    | 2 mujeres                    | 7 mujeres                    | 2 hombres                    |
| 10               | 5 mujeres y 5 hombres        | 5 mujeres y 5 hombres        | 5 mujeres y 5 hombres        | 5 mujeres y 5 hombres        |
| 11               | 11 mujeres                   | 11 mujeres                   | 11 mujeres                   | 11 mujeres                   |

## Equipos participantes
Los siete equipos participantes están ordenados por el orden en el que confirmaron su participación en esta edición.
| Brad Farrand - Proa Luke Molloy - Trímer y especialista en velas Jules Salter - Navegante Martine Grael - Caña y Trímer Justin Ferris - Caña y Trímer Chris Nicholson - Jefe de Guardia Nicolai Sehested - Caña, trímer y capitán del barco | Emily Nagel - Trímer Cécile Laguette - Tripulante Peter van Niekerk - Caña y Trímer Rosco Monson - Navegante / Ingeniero electrónico Alex Pella - Caña y Trímer |

| Carolijn Brouwer - Tripulante Pascal Bidégorry - Navegante Kevin Escoffier - Proa Daryl Wislang - Capitán de barco Jack Bouttell - Proa Marie Riou - Tripulante Stu Bannatyne - Jefe de Guardia | Chen Jinhao 'Horace' - Tripulante Franck Cammas - Navegante Liu Xue 'Black' - Tripulante Jérémie Beyou - Jefe de Guardia Justine Mettraux - Trímer de génova Fabien Delahaye - Pitman |

| Willy Altadill - Trímer / Proa Pablo Arrarte - Jefe de Guardia Blair Tuke - Trímer / Caña Joan Vila - Navegante Támara Echegoyen - Tripulante | Rob Greenhalgh - Jefe de Guardia Antonio 'Ñeti' Cuervas-Mons - Proa y capitán del barco Sophie Ciszek - Tripulante Louis Sinclair - Tripulante |

| Stacey Jackson - Tripulante Mark Towill - Director de equipo Simon Fisher - Navegante Phil Harmer - Tripulante Tony Mutter - Tripulante Jena Mai Hansen - Tripulante | Nick Dana - Tripulante Tom Johnson - Tripulante Roberto 'Chuny' Bermúdez de Castro - Caña y trímer Damian Foxall - Tripulante Hannah Diamond - Tripulante |

| Annemieke Bes - Tripulante Ben Piggott - Proa Libby Greenhalgh - Navegante Luke Parkinson - Jefe de Guardia Alex Gough - Tripulante Trystan Seal - Tripulante António Fontes - Navegante Peter Cumming - Tripulante | Tom Braidwood - Tripulante John Fisher - Tripulante Marcus Ashley Jones - Tripulante Grant Wharington - Tripulante Steve Hayles - Navegante Tom Clout - Tripulante |

| Liz Wardley - Capitán del barco Francesca Clapcich - Tripulante Henry Bomby - Tripulante Frederico Pinheiro de Melo - Tripulante Lucas Chapman - Tripulante Bianca Cook - Tripulante Nicolas Lunven - Navegante | Martin Strömberg - Jefe de Guardia Annalise Murphy - Tripulante Brian Thompson - Navegante Bleddyn Mon - Tripulante Elodie-Jane Mettraux - Tripulante Bernardo Freitas - Tripulante |

| Alberto Bolzan - Caña, Jefe de Guardia y Trímer Andrew Cape - Navegante Kyle Langford - Trímer Carlo Huisman - Jefe de Guardia y Trímer Peter Burling - Caña y Trímer Nina Curtis - Tripulante Louis Balcaen - Caña Thomas Rouxel - Tripulante | Rome Kirby - Caña y Trímer Sally Barkow - Tripulante Sam Newton - Tripulante Annie Lush - Trímer Juanpa Marcos - Proa Abby Ehler - Tripulante Jens Dolmer - Capitán del barco Maciel Cicchetti - Caña, Jefe de Guardia y Trímer |

## Resumen de las etapas
- Señalada en azul la próxima etapa.

| Etapa                           | Salida          | Llegada         | Distancia | Salida (UTC)                                            | Vencedor                    | Tiempo vencedor             |
| ------------------------------- | --------------- | --------------- | --------- | ------------------------------------------------------- | --------------------------- | --------------------------- |
| Regata costera                  | Alicante        | Alicante        |           | 14 de octubre de 2017, 12:00h                           | MAPF                        | 0:54:38                     |
| Etapa 1                         | Alicante        | Lisboa          | 1.450 mn  | 22 de octubre de 2017, 12:00h                           | VS11                        | 6 días 02:08:45             |
| Regata costera                  | Lisboa          | Lisboa          |           | 3 de noviembre de 2017, 14:00h                          | TBRU                        | 0:43:24                     |
| Etapa 2                         | Lisboa          | Ciudad del Cabo | 7.000 mn  | 5 de noviembre de 2017, 14:00h                          | MAPF                        | 19 días 01:10:33            |
| Regata costera                  | Ciudad del Cabo | Ciudad del Cabo |           | 8 de diciembre de 2017, 12:00h                          | DFRT                        | 0:57:33                     |
| Etapa 3                         | Ciudad del Cabo | Melbourne       | 6.500 mn  | 10 de diciembre de 2017, 12:00h                         | MAPF                        | 14 días 04:07:21            |
| Etapa 4                         | Melbourne       | Hong Kong       | 6.000 mn  | 2 de enero de 2018, 03:15h                              | SHKS                        | 17 días 14:30:42            |
| Regata costera Vuelta a la isla | Hong Kong       | Hong Kong       |           | 27 de enero de 2018, 06:00h 28 de enero de 2018, 03:30h | AKZO MAPF                   | 0:47:10 3:01:42             |
| Etapa 5                         | Hong Kong       | Guangzhou       | 100 mn    | 31 de enero de 2018, 19:00h                             | Etapa neutralizada a motor. | Etapa neutralizada a motor. |
| Regata costera                  | Guangzhou       | Guangzhou       |           | 3 de febrero de 2018, 07:05h                            | MAPF                        | 0:45:21                     |
| Etapa 5                         | Guangzhou       | Hong Kong       | 100 mn    | 5 de febrero de 2018, 04:30h                            | Etapa neutralizada a motor. | Etapa neutralizada a motor. |
| Etapa 6                         | Hong Kong       | Auckland        | 6.100 mn  | 7 de febrero de 2018, 03:00h                            | AKZO                        | 20 días 09:17:26            |
| Regata costera                  | Auckland        | Auckland        |           | 10 de marzo de 2018, 01:00h                             | DFRT                        | 0:52:29                     |
| Etapa 7                         | Auckland        | Itajaí          | 7.600 mn  | 18 de marzo de 2018, 01:00h                             | TBRU                        | 16 días 13:45:18            |
| Regata costera                  | Itajaí          | Itajaí          |           | 20 de abril de 2018, 17:00h                             | MAPF                        | 0:54:56                     |
| Etapa 8                         | Itajaí          | Newport         | 5.700 mn  | 22 de abril de 2018, 17:00h                             | MAPF                        | 15 días 17:44:29            |
| Regata costera                  | Newport         | Newport         |           | 19 de mayo de 2018, 18:00h                              | TBRU                        | 0:58:43                     |
| Etapa 9                         | Newport         | Cardiff         | 3.300 mn  | 20 de mayo de 2018, 18:00h                              | TBRU                        | 8 días 08:39:53             |
| Regata costera                  | Cardiff         | Cardiff         |           | 8 de junio de 2018, 13:00h                              | DFRT                        | 1:00:23                     |
| Etapa 10                        | Cardiff         | Gotemburgo      | 1.300 mn  | 10 de junio de 2018, 15:00h                             | TBRU                        | 4 días 05:13:56             |
| Regata costera                  | Gotemburgo      | Gotemburgo      |           | 17 de junio de 2018, 12:00h                             | VS11                        | 0:47:56                     |
| Etapa 11                        | Gotemburgo      | La Haya         | 963 mn1   | 21 de junio de 2018, 12:00h                             | DFRT                        | 3 días 03:22:32             |
| Regata costera                  | La Haya         | La Haya         |           | 30 de junio de 2018, 11:30h                             | TBRU                        | 0:50:14                     |

1  La organización puso 3 boyas de paso, Noruega-Dinamarca-Noruega, por lo que aumentó la distancia oficial de la etapa.

#### Etapa 1 - Alicante - Lisboa
La decimotercera edición comenzó con mucha expectación en las costas de Alicante por quinto año consecutivo. Durante la primera tarde los equipos Vestas 11th Hour Racing y Team AkzoNobel optaron por navegar por la costa española, este audaz movimiento les permitió comenzar líderes de camino al Mar de Alborán y mantener estas posiciones al cruzar el Estrecho de Gibraltar y camino al archipiélago de Madeira. MAPFRE, el equipo español, fue capaz de adelantar al Team AkzoNobel justo antes de dejar por estribor la isla portuguesa de Porto Santo, de paso obligatorio para la flota. Vestas 11th Hour Racing fue capaz de mantener la primera posición hasta Lisboa, seguido de MAPFRE y Dongfeng Race Team, que tras acechar más de un día desde el Waypoint al norte de Porto Santo al Team AkzoNobel le superó y llegó a meta casi una hora y cuarto antes.

#### Etapa 2 - Lisboa - Ciudad del Cabo
Los barcos salieron desde el río Tajo hacia el atlántico y pronto encontraron vientos fuertes entre 25 y 30 nudos. Todos los equipos decidieron pasar por el oeste de la isla de Madeira. A medida que los barcos avanzaban hacia el sur, las temperaturas aumentaban y los vientos se calmaban. En esta ocasión las consecuencias de los doldrums fueron muy pocas y los equipos fueron capaces de cruzarlos rápidamente, Dongfeng Race Team fue el que salió como líder. Tras pasar el Ecuador los novatos tuvieron que presentar sus respetos al Dios Neptuno. Los equipos de MAPFRE, Vestas 11th Hour Racing y Team Brunel seguían al líder con rumbo SO, muy cerca de la costa brasileña, con el fin de evitar el Anticlón de Santa Elena. El barco español fue el barco que bajo más al sur, evitando el anticiclón y fue lo que le permitió ponerse en cabeza y llegar primero a Ciudad del Cabo, seguido de Dongfeng Race Team y Vestas 11th Hour Racing.

#### Etapa 3 - Ciudad del Cabo - Melbourne
La etapa 3 discurrió por el Océano Índico Sur hasta Melbourne superando 6.500 millas náuticas y con la importancia del valor doble de los puntos. Todos los equipos, salvo el Vestas 11th Hour Racing, tuvieron cambios dentro de la tripulación. La etapa empezó con vientos de 20-25 nudos y los líderes de la general liderando la flota cuando pasaron Cabo de Buena Esperanza entrando en el Océano Índico. Durante la primera parte de la etapa lideró Dongfeng Race Team, Turn the Tide on Plastic decidió ir más al norte para evitar las condiciones tan duras y el Vestas 11th Hour Racing buscó una alternativa intermedia. Antes de cumplir una semana los barcos llegaron a la zona de exclusión de hielo de la Antártida que no les permitía navegar más al sur. Team AkzoNobel dañó su mástil en una trasluchada y se vio obligado a navegar más al norte para evitar los vientos más fuertes y poder repararlo. Los equipos se veían obligados a hacer múltiples trasluchadas para mantenerse al norte de la zona de exclusión y lo más al sur posible para tener el mejor viento. A menos de 1.500 millas náuticas el MAPFRE era capaz de superar al Dongfeng Race Team tras varios días de dura batalla. Los puestos se mantuvieron hasta el final y el Vestas 11th Hour Racing usando el modo sigilo fue capaz de mantener la tercera posición.

#### Etapa 4 - Melbourne - Hong Kong
La etapa 4 comenzó el 2 de enero con fantásticas condiciones de navegación con un buen mar y unos vientos imponentes en el Mar de Tasmania. Vestas 11th Hour Racing salió primero de la Bahía Port Phillip, pero pronto el Dongfeng Race Team, seguido del Team AkzoNobel se pusieron líderes al separarse de la costa australiana con un rumbo NE. A los 3 días de regata ambos barcos se mantenían  líderes pero el MAPFRE consiguió recortar la distancia hasta las 7 millas con el líder. Tras una semana en el mar la flota dejaba por babor la Islas Salomón de paso obligatorio, los barcos reagrupados por la disminución de viento empezaron a navegar norte para enfrentarse a los Doldrums. A falta de más de 3.000 millas náuticas toda la flota estaba agrupada, menos de 10 mn, salvo Team Sun Hung Kai/Scallywag que se encontraba a algo más de 35.
Después de una semana muy rápida todos los equipos sufrieron las calmas ecuatoriales con muy poco viento, mucho calor y tormentas eléctricas. La batalla por el liderato pasó a ser una batalla entre todos los barcos salvo Team Sun Hung Kai/Scallywag después de 5 días Vestas 11th Hour Racing fue el primero en salir, seguido de Dongfeng Race Team y Team AkzoNobel, mientras tanto MAPFRE, Team Brunel y Turn the Tide on Plastic vieron como se alejaban los líderes debido a una zona sin viento. Team Sun Hung Kai/Scallywag que había cerrado la flota casi toda la etapa se ponían líderes gracias a una mejor condición del viento y un rumbo NO directo hacia Hong Kong. Siendo líderes con una holgada ventaja, 60 millas náuticas, en una trasluchada Alex Gough se cayó por la borda, fue rescatado en 7 minutos y pudieron seguir su camino.
En el tramo final de la etapa las condiciones de viento fueron aumentando y la flota se dirigió directamente hacía Hong Kong. Las posiciones se mantuvieron desde la salida de los doldrums, Team Sun Hung Kai/Scallywag mantuvo la ventaja y llegó primero a su puerto de origen. Vestas 11th Hour Racing a 30 millas náuticas cuando iba segundo, sufrió un fatal accidente con un pesquero chino, uno de los tripulantes del pesquero falleció a pesar de haber sido trasladado en helicóptero a la ciudad. El resto de la tripulación fue rescatada, ayudado por un barco comercial que había en la zona, el barco pesquero se hundió y la tripulación del Vestas 11th Hour Racing salió ilesa. Debido a este fatal percance el equipo Vestas 11th Hour Racing se retiró de la etapa 4. Dongfeng Race Team y Team AkzoNobel completaron el podio seguidos del MAPFRE,  actual líder de la regata.

#### Etapa 5 - Hong Kong - Guangzhou - Hong Kong
La etapa 5 comenzó con el comunicado del Vestas 11th Hour Racing informando de que no participarían en las próximas regatas costeras ni en la etapa 5, debido a las reparaciones necesarias que necesitaban realizar para arreglar el casco del Open 65 del accidente de la etapa 4.
La etapa 5 fue neutralizada,tanto la ida como la vuelta, los seis equipos salieron todos juntos a motor. En la regata costera el MAPFRE se aprovechó de un problema con una boya que tuvo el Dongfeng Race Team tras haber hecho una salida falsa, quedando primero, sacando 5 puntos al equipo chino en la clasificación costera y liderando en solitario.

#### Etapa 6 - Hong Kong - Auckland
Dos días antes de empezar la sexta etapa el equipo Vestas 11th Hour Racing comunicó que no participaría en la etapa, con el fin de acabar los arreglos en el barco y poder participar en la regata costera de Auckland a principios de marzo, el carguero con el barco llegó el 12 de febrero. El segundo día de regata, tras tener un mar muy picado en el estrecho de Luzón el Team Brunel tenía una ventaja de 3 millas sobre el resto de barcos. Poco después de pasar Taiwán Team AkzoNobel y Team Sun Hung Kai/Scallywag se fueron hacia el norte, dividiendo a la flota en dos grupos separados más de 100 millas náuticas, en una primera instancia el movimiento no les salió bien ya que perdieron más de 100 millas náuticas. Pero a los 4 días los primeros se vieron a trapados por una caída de viento y permitió a los últimos recortar distancias con un recorrido más directo. A medida que llegaban al ecuador el viento iba disminuyendo y MAPRE y Dongfeng Race Team se enfrascaron en su habitual match race pero descolgándose hasta la última posición, esto les repercutiría hasta el final de la etapa. Los beneficiados fueron Team Brunel y Turn the Tide on Plastic que estuvieron luchando en los doldrums con los líderes de la etapa hasta que Turn the Tide on Plastic fue capaz de salir primero de los doldrums y tomar ventaja con el resto de la flota a 1.000 millas náuticas de Auckland. Team Brunel entró en modo sigilo con el fin de sorprender al trío de cabeza pero su movimiento les acabó relegando a la última posición al llegar a meta. Team AkzoNobel y Team Sun Hung Kai/Scallywag llegaron a escasas millas del final pegados, mientras que Turn the Tide on Plastic veía como se alejaban y por detrás MAPRE y Dongfeng Race Team les acechaban con arrebatar el tercer puesto. Team AkzoNobel fue capaz de mantener la escasa ventaja sobre Team Sun Hung Kai/Scallywag con menos de tres minutos, MAPRE logró completar el podio y ampliar su ventaja en la general, Turn the Tide on Plastic vio como acababa quinto al ser adelantado también por Dongfeng Race Team.

#### Etapa 7 - Auckland - Itajaí
Dos etapas después volvían a salir los siete equipos, tras los arreglos del equipo Vestas 11th Hour Racing que fue el barco que lideró el primer tramo de la etapa bajando latitud hasta los 50ºS, conocido como los 50 aullantes. Con las proas de todos los equipos dirección este los barcos debían luchar contra las extremas condiciones meteorológicas y evitar la zona de exclusión de la Antártida. Tras una semana de regata y varios días luchando contra las condiciones más extremas hasta ahora, Team Sun Hung Kai/Scallywag a 1.400 millas al oeste de Cabo de Hornos informaba de un hombre al agua, el regatista británico John Fisher cayó al agua cuando hacia una guardia antes del amanecer, en ese momento el viento era de 35 nudos del oeste, olas de más de 5 metros y la temperatura del agua era de 9 grados centígrados. El equipo llevó a cabo una exhaustiva operación de búsqueda y rescate en un esfuerzo por recuperar a Fisher, que estaba con el traje de supervivencia apropiado cuando se fue al agua. La predicción apuntaba a que el clima en la zona empeoraría significativamente en las próximas horas. Dada la severidad del pronóstico y con la puesta de sol muy cercana, las posibilidades de un rescate exitoso iban disminuyendo. El equipo tomó la difícil decisión de cancelar la búsqueda, trasluchar y dirigirse hacia la costa de Chile, la zona de tierra firme más cercana, situada aproximadamente a 1.200 millas náuticas de distancia. El resto de equipos no pudieron hacer nada ya que se encontraban 200 millas náuticas por delante en el momento del suceso. Mientras Team Sun Hung Kai/Scallywag navegaba a motor hacia Chile, Team Brunel mantenía un liderato de 100 millas sobre el resto de la flota, que le permitió doblar Cabo de Hornos en primera posición obteniendo así un punto extra. Las condiciones extremas afectaban también a otros barcos: MAPFRE  una sección del carro de mayor y la mayor se rompían y se vio obligado a suspender la navegación en la regata durante 13 horas para reparar la vela y el carro en Cabo de Hornos; también Vestas 11th Hour Racing tras pasar Malvinas en segunda posición rompía el mástil y se veía obligado a retirarse de la etapa. Team Brunel fue capaz de mantener el liderato hasta Itajaí perseguido muy de cerca por Dongfeng Race Team que acabó segundo, Team AkzoNobel tercero, Turn the Tide on Plastic cuarto que consiguió llegar por delante del barco español.

#### Etapa 8 - Itajaí - Newport
Tras romper el carro de la mayor en la etapa anterior, el equipo español Team MAPFRE empezaba la etapa en segundo lugar a un punto de Dongfeng Race Team. Mientras que Team Brunel empezaba tercero tras su gran victoria en la etapa anterior. La etapa comenzaba con los primeros de la general liderando la etapa por la costa de Brasil a medida que se dirigían al norte. Posteriormente Turn the Tide on Plastic tomó el liderato seguido a 11 millas náuticas por Vestas 11th Hour Racing tras apostar por navegar por el este más alejados de la costa brasileña. A medida que superaban la esquina noreste de Brasil el líder era adelantado por Vestas 11th Hour Racing, Dongfeng Race Team y Team Brunel aunque separados solo por 4 millas náuticas. A medida que la flota se acercaba al ecuador, Team MAPFRE recortaba millas tras haber tenido unos problemas mecánicos y eléctricos, con la quilla y el instrumental. Siendo Vestas 11th Hour Racing el primero en cruzar el ecuador. A menos de 400 millas náuticas, Team MAPFRE fue capaz de adelantar al Turn the Tide on Plastic y acechar a los líderes de la etapa, pudiendo adelantarles con unas condiciones de poco viento y niebla a menos de 100 metros de la meta, antes de la última baliza. Team Brunel llegó 61 segundos después, Vestas 11th Hour Racing adelantaba en el último tramo a Dongfeng Race Team que cedía el liderato de nuevo en el barco español.

#### Etapa 9 - Newport - Cardiff
La última etapa transoceánica se antojaba crucial, debido a la igualdad entre los tres primeros y a la doble puntuación de la etapa. En las primeras horas la flota se dividió en dos grupos Turn the Tide on Plastic siguió  hacia el Norte, a los dos líderes de la regata que no querían perderse de vista, mientras que el resto decidió ir hacia el sur buscando más viento. Team Brunel chocó con un objeto que daño el timón de babor y se vieron obligados a arreglarlo en marcha para no perder terreno. Dos días más tarde la opción por el sur fue más rápida poniendo al Team Brunel en primera posición, seguido de Team AkzoNobel y Vestas 11th Hour Racing. Una borrasca hacia el este incrementó la velocidad de la flota, siendo el Team AkzoNobel el equipo más rápido que batió el récord de las 24 horas de la edición anterior, estableciéndolo en 602 millas náuticas. Con el final de la borrasca y la llegada de un anticiclón la flota redujo la velocidad, mientras el líder seguía en quinto lugar, viendo peligrar su puesto. Team Brunel mantuvo la posición hasta la meta seguido de Team AkzoNobel y Dongfeng Race Team. Dejando a los líderes separados por una diferencia de un punto a falta de las dos etapas más cortas.

#### Etapa 10 - Cardiff - Gotemburgo
A pesar de no haber ganado ninguna etapa, el Dongfeng Race Team terminó en el podio en siete de las 9 etapas disputadas, permitiéndoles ser líderes a dos etapas del final por una ventaja de 1 punto sobre Team MAPFRE, ganador de 3 etapas, 7 podios y líder de las regatas costeras con otras 3 victorias y pleno de podios. Team Brunel tras las últimas etapas estaba a solo 3 puntos del líder. 
Dongfeng Race Team fue el barco que mejor leyó el canal antes de dirigirse al norte de las islas británicas. Un anticiclón al oeste de las islas dividía la flota en dos con un grupo por la costa y otro más al oeste. Team MAPFRE obtuvo una pequeña ventaja sobre el líder de la regata cuando pasaban la punta de Escocia, a medida que la flota se fue acercando a Suecia Team Brunel adelantaba a los líderes y acabaría ganando la etapa, seguido del Team MAPFRE, mientras el Dongfeng Race Team perdía fuelle y era adelantado por el Team AkzoNobel.

#### Etapa 11 - Gotemburgo - La Haya
Tras la décima etapa la clasificación quedaba empatada en el liderato por tres equipos Team MAPFRE, Team Brunel y Dongfeng Race Team (contando el punto virtual por ser el equipo más rápido) y dejando la última etapa como definitiva proclamándose campeón el que quedase por delante de los otros dos. Dongfeng Race Team llegó en primera posición a la primera baliza en Noruega, que mantuvo la ventaja al llegar a la segunda baliza en Aarhus, Dinamarca pero con una ventaja de escasos minutos sobre Team MAPFRE. Después de volver a pasar la baliza del sur de Noruega y pasar Skagen la flota tenía que romperse la cabeza para evitar las numerosas zonas de exclusión frente a la costa. Esto llevó a que la flota cabecera se dividiera en dos grupos Dongfeng Race Team entre las zonas de exclusión y la costa y los otros 4 equipos delanteros, Team MAPFRE, Team Brunel, Team AkzoNobel y Vestas 11th Hour Racing decidieron ir por el oeste. 
Finalmente Dongfeng Race Team tomó la elección correcta ganando su primera etapa y proclamándose campeón de la Volvo Ocean Race 2017-2018. Team AkzoNobel acabó segundo en la etapa, mientras que Team MAPFRE terminó tercero y acabando segundo en la clasificación general. Team Brunel quedó cuarto y tercero en la general.

#### Aclaración
En numerosas publicaciones de medios de todo el mundo incluso en la página web oficial de la Volvo Ocean Race en artículos y videos se habla incorrectamente de que los barcos navegan por el "Océano Sur". Este mal llamado "Océano Sur" es el Océano Antártico u Océano Austral, mal traducido del término en inglés "Southern Ocean", la traducción literal no es correcta. No obstante, además del término incorrecto se hace alusión a que los equipos navegan en varias etapas por el Océano Austral, pero este empieza en el paralelo 60° Sur y en ningún momento ninguno de los barcos ha navegado siquiera al sur del paralelo 50ºS.

## Clasificación

### Sistema de puntuación
- La clasificación se rige por un sistema en el que se premia a la máxima puntuación.[31]
- Las tres etapas que cruzan océanos de oeste a este puntuarán el doble: el Océano Índico (desde Ciudad del Cabo a Melbourne); el Océano Pacífico (desde Auckland a Itajaí) y el Atlántico Norte (entre Newport y Cardiff).
- El ganador de cada etapa tendrá un punto añadido (7+1 para el primero, 6 para el segundo, 5 para el tercero, etc.). En las regatas costeras se usará el mismo sistema, pero no habrá punto extra para el primero.
- Se premiará con un punto extra al primer equipo que doble Cabo de Hornos para destacar su importancia histórica en la regata.
- Se otorgará otro punto extra al equipo que acabe al final de la regata con el mejor tiempo total en la suma de todas las etapas. (Se le sumará 1 día al equipo que no acabe una etapa, sobre el tiempo del último en terminar)
- Las regatas In-Port no contarán para la general, pero servirán para el desempate entre dos equipos que lleguen con los mismos puntos a la llegada en La Haya.

### Etapas oceánicas
| Pos. | Equipo | Etapa | Etapa | Etapa | Etapa | Etapa | Etapa | Etapa | Etapa | Etapa | Etapa | Etapa | Tiempo total acumulado | Extra | Correc. | Total |
| ---- | ------ | ----- | ----- | ----- | ----- | ----- | ----- | ----- | ----- | ----- | ----- | ----- | ---------------------- | ----- | ------- | ----- |
| Pos. | Equipo | 1     | 2     | 3     | 4     | 5     | 6     | 7     | 8     | 9     | 10    | 11    | Tiempo total acumulado | Extra | Correc. | Total |
| 1º   | DFRT   | 5     | 6     | 12    | 6     | 1     | 4     | 12    | 4     | 10    | 4     | 7     | 126 días 00:01:46      | 2     |         | 73    |
| 2º   | MAPF   | 6     | 7     | 14    | 4     | 1     | 5     | 6     | 7     | 6     | 6     | 5     | 130 días 16:43:03      | 3     |         | 70    |
| 3º   | TBRU   | 2     | 4     | 8     | 3     | 1     | 2     | 14    | 6     | 14    | 7     | 4     | 126 días 19:29:03      | 4     |         | 69    |
| 4º   | AKZO   | 4     | 3     | 2     | 5     | 1     | 7     | 10    | 3     | 12    | 5     | 6     | 131 días 23:00:111     | 1     |         | 59    |
| 5º   | VS11   | 7     | 5     | 10    | 0     | 0     | 0     | 0     | 5     | 8     | 2     | 1     | 134 días 05:11:462     | 1     |         | 39    |
| 6º   | TTOP   | 1     | 1     | 4     | 2     | 1     | 3     | 8     | 2     | 6     | 3     | 3     | 132 días 19:22:34      |       |         | 32    |
| 7º   | SHKS   | 3     | 2     | 6     | 7     | 1     | 6     | 0     | 1     | 2     | 1     | 2     | 135 días 04:35:243     | 1     |         | 32    |

1 El equipo Team AkzoNobel fue bonificado con un descuento 1 hora y 20 minutos por socorrer al Vestas 11th Hour Racing en la etapa 4 tras su accidente.

2 El equipo Vestas 11th Hour Racing se retiró en la etapa 4 y 7 y no participó en la etapa 6 y se contabiliza el tiempo del último barco que llegó en cada etapa sumándole 24 horas.

3 El equipo Team Sun Hung Kai/Scallywag se retiró en la etapa 7 y se contabiliza el tiempo del último barco que llegó en esa etapa sumándole 24 horas.

| NO EMPEZÓ | NO TERMINÓ | RETIRADO | DESCALIFICADO | PUNTUACIÓN CORREGIDA | PROVISIONAL |

### Regatas costeras
| Pos. | Equipo                                           | Equipo | Regata costera | Regata costera | Regata costera | Regata costera | Regata costera | Regata costera | Regata costera | Regata costera | Regata costera | Regata costera | Regata costera | Puntos |
| ---- | ------------------------------------------------ | ------ | -------------- | -------------- | -------------- | -------------- | -------------- | -------------- | -------------- | -------------- | -------------- | -------------- | -------------- | ------ |
| Pos. | Equipo                                           | Equipo | Alicante       | Lisboa         | C. Cabo        | Hong Kong      | Guangzhou      | Auckland       | Itajaí         | Newport        | Cardiff        | Gotemburgo     | La Haya        | Puntos |
| 1º   | MAPF                                             | MAPF   | 7              | 6              | 6              | 6 (4º,1º)      | 7              | 5              | 7              | 6              | 6              | 5              | 3              | 64     |
| 2º   | DFRT                                             | DFRT   | 6              | 5              | 7              | 7 (2º,2º)      | 2              | 7              | 5              | 3              | 7              | 1              | 6              | 56     |
| 3º   | TBRU                                             | TBRU   | 4              | 7              | 2              | 4 (3º,4º)      | 6              | 3              | 3              | 7              | 5              | 2              | 7              | 50     |
| 4º   | AKZO                                             | AKZO   | 2              | 4              | 5              | 5 (1º,5º)      | 5              | 6              | 6              | 2              | 4              | 6              | 5              | 50     |
| 5º   | Bandera de Estados Unidos · Bandera de Dinamarca | VS11   | 5              | 3              | 4              | 0              | 0              | 4              | 2              | 5              | 3              | 7              | 2              | 35     |
| 6º   | TTOP                                             | TTOP   | 1              | 1              | 3              | 2 (6º,6º)      | 3              | 1              | 4              | 1              | 1              | 4              | 4              | 25     |
| 7º   | SHKS                                             | SHKS   | 3              | 2              | 1              | 3 (5º,3º)      | 4              | 2              | 0              | 4              | 2              | 3              | 1              | 25     |

| NO EMPEZÓ | NO TERMINÓ | RETIRADO | DESCALIFICADO | PUNTUACIÓN CORREGIDA | PROVISIONAL |